# Elbersberg
Elbersberg ist ein Gemeindeteil der Stadt Pottenstein im Landkreis Bayreuth (Oberfranken, Bayern). Die Gemarkung Elbersberg liegt teils auf dem Gemeindegebiet von Pegnitz, teils auf dem Gemeindegebiet von Pottenstein. Sie  hat eine Fläche von 10,316 km² und ist in 1769 Flurstücke aufgeteilt, die eine durchschnittliche Flurstücksfläche von 5831,81 m² haben. In ihr liegen neben dem namensgebenden Ort die Gemeindeteile Altenhof, Geusmanns, Mittelmühle, Schüttersmühle, Wannberg, Weidenhüll bei Elbersberg und Willenreuth.

## Lage
Das Pfarrdorf liegt in der Fränkischen Schweiz auf freier Flur, etwa 3,5 km südöstlich von Pottenstein an der Kreisstraße BT 41, die im Südwesten in die Bundesstraße 470 mündet.

## Geschichte
Elbersberg wurde möglicherweise erstmals urkundlich im Jahre 1090 als „Albewinsberg“ oder „Albuinsberg“ genannt. Sicher ist eine erste urkundliche Erwähnung im Jahre 1109 durch eine Bestätigungsbulle des Papstes Paschalis II. über die Stiftungsgründer des Klosters Weißenohe. Ursprünglich dürfte Elbersberg dem Pfalzgrafen Aribo II. gehört haben, der das Kloster Weißenohe stiftete. Anfang des 13. Jahrhunderts verpfändete der Bamberger Bischof den Ort an die Schlüsselberger. Am 22. Mai 1308 vermachte Eberhard II. von Schlüsselberg den Ort schließlich dem 1260 errichteten Frauenkloster in Schlüsselau. Da dieses jedoch zu weit entfernt lag, wurde 1358 mit dem Bistum Bamberg ein Tauschvertrag vereinbart. Dadurch wurde Bamberg erstmals Landes- und Lehnsherr über den Großteil der heutigen Pfarrei Elbersberg. Im Dunkel der Geschichte liegt die kirchliche und pfarrliche Zuständigkeit über Elbersberg. Sicher dürfte sein, dass die ersten Christen zum Gottesdienst in die sogenannte Alte Kirche am Eichenbühl gingen. Am Lichtmesstag des Jahres 1430 wurde diese Kirche – heute bekannt als Birkenreuther Kapelle – durch die Hussiten zerstört. In der Festschrift zum Jubiläum der Pfarrei St. Jakobus Elbersberg heißt es dazu: „Dabei wurde der Priester mit 68 Männern, die die Kirche heldenhaft verteidigten, auf grausame Weise getötet“. Seit wann genau in Elbersberg eine eigene Kirche stand, ist nicht mehr bekannt. Der Schluss liegt nahe, dass Elbersberg schon im 13. Jahrhundert eine Kirche hatte und diese seit mindestens 1358 Pfarrkirche war. Zur Zeit der Reformation gingen die Elbersberger 115 Jahre nach Pottenstein in die Kirche. Erst 1554 wurde an den stehengebliebenen Turm der alten Kirche, der die Angriffe der Hussiten überstanden hatte, ein Langhaus angebaut. 1548 entstand die neuorganisierte Pfarrei Elbersberg. 1552 wurde Elbersberg protestantisch. Der erste nachgewiesene Pfarrer von Elbersberg war Johann Helldörfer aus Siegmannsbrunn von 1548 bis 1560. Laut Chronik soll er eine „sehr schillernde und zwiespältige Gestalt“ gewesen sein. Er hatte zwar Theologie studiert, zweifelhaft sei aber, ob er als katholischer Geistlicher zu bezeichnen war, denn er hatte Frau und Kinder, darunter seinen Sohn Lorenz, der selbst Priester wurde. Bereits wenige Jahre später, 1557, also noch immer in der Amtszeit von Pfarrer Helldörfer, wurde Elbersberg wieder katholisch. Die heutige Pfarrkirche St. Jakobus wurde am 23. August 1848 durch Erzbischof Bonifatius von Urban nach 13-jähriger Bauzeit geweiht. In der Chronik der Pfarrei sind 1548 51 Pfarrer genannt. Die Namen der vorherigen Pfarrer, seit der Pfarreigründung im Jahr 1358, sind nicht bekannt.
Bis zur Gebietsreform in Bayern war Elbersberg eine Gemeinde im damaligen Landkreis Pegnitz. Gemeindeteile waren neben dem Hauptort Altenhof, Geusmanns, Mittelmühle, Schüttersmühle und Wannberg. Weidenhüll und Willenreuth von der Gemeinde Bronn kamen bereits 1955 dazu. Am 1. Mai 1978 wurde die Gemeinde Elbersberg aufgelöst und bis auf Willenreuth in die Stadt Pottenstein eingegliedert.

## Baudenkmäler
- Die Elbersberger Kirche wurde auf dem Grundstück eines Vorgängerbaus, der wegen Baufälligkeit abgerissen werden musste, 1833–35 nach Plänen von Joseph Schierlinger unter Mitwirkung Leo von Klenze errichtet. Die Jakobus dem Älteren geweihte einschiffige Saalkirche mit einem achteckigen Turm über dem Presbyterium hat eine spätbarocke Ausstattung mit einem reich dekorierten Hauptaltar und zwei ebenso reich geschmückten Nebenaltären. Einer davon ist ein Marienaltar mit einer barocken Skulptur der Madonna mit Kind. Der zweite ist der Heiligen Ottilie geweiht. Die Kirche hat eine Orgel mit einem teils vergoldeten barocken Prospekt.

- Eine Feldkapelle steht am Jakobsweg, auf der Strecke zwischen Pegnitz und Hiltpoltstein.

In der Liste der Baudenkmäler in Pottenstein (Oberfranken) sind für Elbersberg sechs Baudenkmäler aufgeführt.